# Cabotella inconspicua
Cabotella inconspicua är en fjärilsart som beskrevs av Boris Ivan Balinsky 1994. Cabotella inconspicua ingår i släktet Cabotella och familjen mott. Inga underarter finns listade i Catalogue of Life.